# Serie A2 2010-2011 - Girone D (pallamano maschile)

## Formula
- Prima fase: le 8 squadre partecipanti hanno disputato un girone all'italiana di andata e ritorno; al termine della prima fase le prime quattro squadre classificate si sono qualificata per la poule promozione mentre le ultime quattro squadre classificate si sono qualificate per la poule retrocessione.
- Poule promozione: le 4 squadre partecipanti hanno disputato un girone all'italiana di andata e ritorno; la prima classificata è stata promossa in serie A1 nella stagione successiva.
- Poule retrocessione: le 4 squadre partecipanti hanno disputato un girone all'italiana di andata e ritorno; la squadra classificata all'ultimo posto è stata retrocessa in serie B nella stagione successiva.

## Squadre partecipanti
- CUS L'Aquila
- Ancona (B) (Luciana Mosconi)
- Monteprandone
- Pescara

- Ascoli
- Chiaravalle
- Città Sant'Angelo
- Cingoli (V.I.E.G.)

## Risultati prima fase
| andata | 1ª giornata                 | ritorno |
| ------ | --------------------------- | ------- |
| 33-28  | Ancona - Monteprandone      | 23-31   |
| 36-26  | Città Sant'Angelo - Cingoli | 35-27   |
| 34-30  | Pescara - Ascoli            | 29-32   |
| 28-27  | Chiaravalle - L'Aquila      | 28-34   |

| andata | 4ª giornata                  | ritorno |
| ------ | ---------------------------- | ------- |
| 33-36  | Ascoli - Monteprandone       | 32-33   |
| 28-33  | L'Aquila - Città Sant'Angelo | 30-38   |
| 23-20  | Cingoli - Ancona             | 32-22   |
| 29-20  | Pescara - Chiaravalle        | 31-30   |

| andata | 7ª giornata                 | ritorno |
| ------ | --------------------------- | ------- |
| 24-40  | Ancona - Città Sant'Angelo  | 33-39   |
| 21-39  | Ascoli - Cingoli            | 19-30   |
| 32-36  | L'Aquila - Pescara          | 28-32   |
| 29-25  | Monteprandone - Chiaravalle | 26-28   |

| andata | 2ª giornata                       | ritorno |
| ------ | --------------------------------- | ------- |
| 25-30  | Ascoli - Chiaravalle              | 26-33   |
| 23-31  | Monteprandone - Città Sant'Angelo | 23-30   |
| 31-27  | L'Aquila - Ancona                 | 27-35   |
| 30-29  | Cingoli - Pescara                 | 25-28   |

| andata | 5ª giornata                     | ritorno |
| ------ | ------------------------------- | ------- |
| 34-35  | Ancona - Pescara                | 32-35   |
| 29-35  | Chiaravalle - Città Sant'Angelo | 25-50   |
| 28-32  | Monteprandone - Cingoli         | 22-33   |
| 31-29  | L'Aquila - Ascoli               | 24-26   |

| andata | 3ª giornata                 | ritorno |
| ------ | --------------------------- | ------- |
| 27-28  | Ancona - Ascoli             | 31-33   |
| 30-33  | Monteprandone - L'Aquila    | 33-37   |
| 39-28  | Città Sant'Angelo - Pescara | 35-26   |
| 21-29  | Chiaravalle - Cingoli       | 27-32   |

| andata | 6ª giornata                | ritorno |
| ------ | -------------------------- | ------- |
| 28-24  | Chiaravalle - Ancona       | 23-22   |
| 38-23  | Cingoli - L'Aquila         | 35-23   |
| 33-26  | Città Sant'Angelo - Ascoli | 41-30   |
| 33-27  | Pescara - Monteprandone    | 35-33   |

### Classifica
|  | Pos. | Squadra           | Pt | G  | V  | N | P  | GF  | GS  | DR   |
|  | ---- | ----------------- | -- | -- | -- | - | -- | --- | --- | ---- |
|  | 1.   | Città Sant'Angelo | 42 | 14 | 14 | 0 | 0  | 515 | 378 | +137 |
|  | 2.   | Cingoli           | 33 | 14 | 11 | 0 | 3  | 431 | 354 | +77  |
|  | 3.   | Pescara           | 30 | 14 | 10 | 0 | 4  | 440 | 427 | +13  |
|  | 4.   | Chiaravalle       | 18 | 14 | 6  | 0 | 8  | 375 | 419 | -44  |
|  | 5.   | CUS L'Aquila      | 15 | 14 | 5  | 0 | 9  | 408 | 448 | -40  |
|  | 6.   | Monteprandone     | 12 | 14 | 4  | 0 | 8  | 402 | 438 | -36  |
|  | 7.   | Ascoli            | 12 | 14 | 4  | 0 | 8  | 390 | 451 | -61  |
|  | 8.   | Ancona (B)        | 6  | 14 | 2  | 0 | 12 | 387 | 433 | -46  |

Legenda:

      Qualificate alla Poule promozione
      Qualificate alla Poule retrocessione

## Risultati seconda fase - poule promozione
| andata | 1ª giornata                     | ritorno |
| ------ | ------------------------------- | ------- |
| 40-19  | Città Sant'Angelo - Chiaravalle | 33-20   |
| 32-25  | Cingoli - Pescara               | 26-27   |

| andata | 2ª giornata                 | ritorno |
| ------ | --------------------------- | ------- |
| 25-35  | Pescara - Città Sant'Angelo | 27-35   |
| 22-36  | Chiaravalle - Cingoli       | 21-31   |

| andata | 3ª giornata                 | ritorno |
| ------ | --------------------------- | ------- |
| 31-32  | Cingoli - Città Sant'Angelo | 28-39   |
| 30-38  | Chiaravalle - Pescara       | 16-41   |

### Classifica poule promozione
|  | Pos. | Squadra           | Pt | G | V | N | P | GF  | GS  | DR  |
|  | ---- | ----------------- | -- | - | - | - | - | --- | --- | --- |
|  | 1.   | Città Sant'Angelo | 18 | 6 | 6 | 0 | 0 | 214 | 150 | +64 |
|  | 2.   | Cingoli           | 9  | 6 | 3 | 0 | 3 | 184 | 166 | +18 |
|  | 3.   | Pescara           | 9  | 6 | 3 | 0 | 3 | 183 | 174 | +9  |
|  | 4.   | Chiaravalle       | 0  | 6 | 0 | 0 | 6 | 128 | 219 | -91 |

Legenda:

      Promossa in Serie A1 2011-2012

### Risultati seconda fase - poule retrocessione
| andata | 1ª giornata            | ritorno |
| ------ | ---------------------- | ------- |
| 27-26  | L'Aquila - Ancona      | 24-34   |
| 28-29  | Monteprandone - Ascoli | 36-27   |

| andata | 2ª giornata            | ritorno |
| ------ | ---------------------- | ------- |
| 38-27  | Ascoli - L'Aquila      | 21-22   |
| 32-27  | Ancona - Monteprandone | 25-31   |

| andata | 3ª giornata              | ritorno |
| ------ | ------------------------ | ------- |
| 27-21  | Monteprandone - L'Aquila | 33-29   |
| 26-25  | Ancona - Ascoli          | 22-27   |

### Classifica poule retrocessione
|  | Pos. | Squadra       | Pt | G | V | N | P | GF  | GS  | DR  |
|  | ---- | ------------- | -- | - | - | - | - | --- | --- | --- |
|  | 1.   | Monteprandone | 12 | 6 | 4 | 0 | 2 | 182 | 163 | +19 |
|  | 2.   | Ascoli        | 9  | 6 | 3 | 0 | 3 | 167 | 161 | +6  |
|  | 3.   | Ancona (B)    | 9  | 6 | 3 | 0 | 3 | 165 | 161 | +4  |
|  | 4.   | CUS L'Aquila  | 6  | 6 | 2 | 0 | 4 | 150 | 179 | -29 |

Legenda:

      Retrocessa in Serie B 2011-2012

## Verdetti
- Città Sant'Angelo: promossa in Serie A1 2011-2012.
- CUS L'Aquila: retrocessa in Serie B 2011-2012.